# Journal of Current Chinese Affairs
Journal of Current Chinese Affairs ist eine wissenschaftliche Fachzeitschrift zu politischen, wirtschaftlichen und sozialen Entwicklungen in der Volksrepublik China sowie in Hongkong, Macau und Taiwan. Journal of Current Chinese Affairs ist die englischsprachige Nachfolgezeitschrift von China aktuell. 

## Herausgeber
Herausgeber des Journal of Current Chinese Affairs ist das GIGA Institute for Asian Studies (GIGA Institut für Asien-Studien) in Hamburg in Zusammenarbeit mit dem White Rose East Asia Centre der University of Leeds. Die viermal im Jahr erscheinende Zeitschrift ist Teil der GIGA Journal Family des German Institute for Global and Area Studies (GIGA, Hamburg). Die Redaktion wird von Georg Strüver geleitet.
Die GIGA Journal Family wurde von der Deutschen Forschungsgemeinschaft (DFG) als Open-Access-Pilotprojekt gefördert. Im Rahmen des Projektes wurden zu Beginn des Jahres 2009 mehrere etablierte sozialwissenschaftliche Fachzeitschriften, darunter auch das Journal of Current Chinese Affairs, in Open Access Journals überführt und sind damit zusätzlich zur Printversion weltweit kostenlos online verfügbar.

## Konzept
Journal of Current Chinese Affairs bietet Studien und Berichte mit den Schwerpunkten Politik, Wirtschaft und Gesellschaft. Wichtige aktuelle Ereignisse werden in Hintergrundanalysen kommentiert. Die wissenschaftlichen Aufsätze werden vor ihrer Veröffentlichung einem doppelt anonymisierten Begutachtungsverfahren (Peer-Review) unterzogen, um die Qualität der Beiträge zu sichern.
Die Zeitschrift wendet sich an Fachleute, die sich in Wissenschaft und Politik, in Wirtschaft, Verwaltung und Medien mit China befassen, sowie an alle, die sich grundsätzlich für die Entwicklungen in der VR China, Hongkong, Macau und Taiwan interessieren.